# 혼슈 시코쿠 연락 고속도로
혼슈 시코쿠 연락 고속도로 주식회사(本州四国連絡高速道路株式会社 혼슈시코쿠완라쿠코소쿠도로[*], Honshu-Shikoku Bridge Expressway Company Limited)는 고속도로주식회사법에 의해 설립된 특수회사이다. 또한 혼슈 시코쿠 연락 도로 이외에 연락교에 있는 철도 시설을 관리하고 있다. 통칭은 JB혼시쿠코소쿠(JB本四高速, JB는 Japan Bridge의 약어)이다.

## 개요
2005년 10월 1일에 설립되었다.
일본의 도로 관계 4개 공단의 민영화방식으로 채용된 상하 분리 방식에 의하여, 도로 시설의 관리 운영(이른바 윗부분)을 업무로 한다. 도로시설의 보유를 목적으로 하는 독립행정법인 일본 고속도로 보유·채무 반제 기구에서, 도로시설을 빌리는 형태를 취하고 있다. 고속도로 등의 신규 건설도 사업내용에 포함되지만, 완성된 도로는 기구가(건설채무도 포함하여) 보유하게 된다.
또한 도로 회사법 부칙에 따르면, 경영의 안정이 확보된 시점에서 서일본 고속도로와의 합병을 추진할 예정이다.

## 같이 보기
- 동일본 고속도로 (NEXCO 동일본)
- 중일본 고속도로 (NEXCO 중일본)
- 서일본 고속도로 (NEXCO 서일본)